# Haematopota fuscomarginata
Haematopota fuscomarginata är en tvåvingeart som beskrevs av Travassos Dias 1974. Haematopota fuscomarginata ingår i släktet Haematopota och familjen bromsar.
Artens utbredningsområde är Angola. Inga underarter finns listade i Catalogue of Life.